# Bag Enderby
Bag Enderby – wieś w Anglii, w hrabstwie Lincolnshire. Leży 37 km na wschód od Lincoln i 191 km na północ od Londynu.